# Salvelinus inframundus
Salvelinus inframundus és una espècie de peix de la família dels salmònids i de l'ordre dels salmoniformes.

## Alimentació
Menja gasterosteids, mol·luscs i larves d'insectes.

## Hàbitat
Viu en zones d'aigües temperades (60°N-58°N, 4°W-2°W).

## Distribució geogràfica
Es troba a Europa: llac Hellyal (Illa Hoy, Illes Òrcades, Regne Unit).